# Malarina collina
Espèce
Malarina collina est une espèce d'araignées aranéomorphes de la famille des Stiphidiidae.

## Distribution
Cette espèce est endémique du Queensland en Australie. Elle se rencontre dans le parc national Palmerston Rocks et les monts Walter Hill.

## Description
La carapace de la femelle holotype mesure 1,5 mm de long sur 1,1 mm de large, son abdomen 1,8 mm de long. La carapace du mâle paratype mesure 1,5 mm de long sur 1,1 mm de large, son abdomen 1,4 mm de long.

## Publication originale
- Davies & Lambkin, 2000 : Malarina, a new spider genus (Araneae: Amaurobioidea: Kababinae) from the wet tropics of Queensland, Australia. Memoirs of the Queensland Museum, vol. 45, p. 273-283 (texte intégral).